# Hrubá Borša
Hrubá Borša (Hongaars:Nagyborsa) is een Slowaakse gemeente in de regio Bratislava, en maakt deel uit van het district Senec.
Hrubá Borša telt 386 inwoners.
In de geschiedenis tot 1948 was de gemeente vooral een Hongaarstalig bastion. Dit verdween toen na het einde van de Tweede Wereldoorlog de Hongaarse dorpsbewoners werden gedwongen te verhuizen tijdens de Tsjechoslowaaks-Hongaarse bevolkingsruil. Tegenwoordig zijn de Slowaken daarom de meerderheid van de bevolking.
Bernolákovo · Blatné · Boldog · Čataj · Dunajská Lužná · Hamuliakovo · Hrubá Borša · Hrubý Šúr · Hurbanova Ves · Chorvátsky Grob · Igram · Ivanka pri Dunaji · Kalinkovo · Kaplna · Kostolná pri Dunaji · Kráľová pri Senci · Malinovo · Miloslavov · Most pri Bratislave · Nová Dedinka · Nový Svet · Reca · Rovinka · Senec · Tomášov · Tureň · Veľký Biel · Vlky · Zálesie